# 石狩沼田駅
石狩沼田駅（いしかりぬまたえき）は、北海道雨竜郡沼田町北1条3丁目にある北海道旅客鉄道（JR北海道）留萌本線の駅である。電報略号はマタ。事務管理コードは▲121503。留萌本線の終着駅。かつては札沼線の終着駅でもあった。

## 歴史

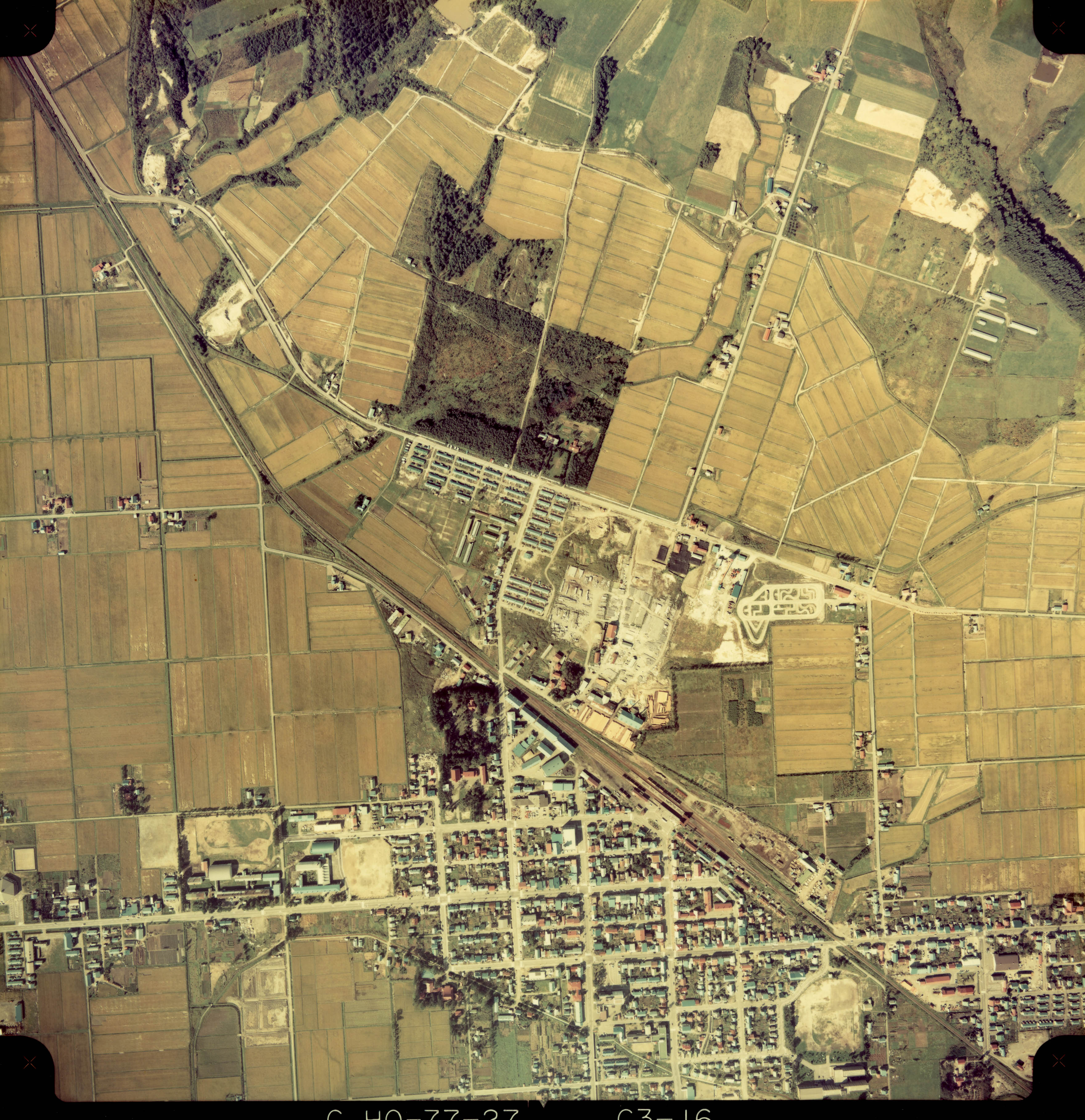
1977年（昭和52年）頃の石狩沼田駅周辺。札沼線は既に廃止されているが、2面3線のホームや貨物用側線等が確認できる

- 1910年（明治43年）11月23日：鉄道院留萠線深川駅 - 留萠駅間開通に伴い沼田駅（ぬまたえき）として開業[4]。一般駅[1]。
- 1924年（大正13年）4月25日：石狩沼田駅に駅名改称[5]。
  - 同年3月31日に群馬県の上越南線（→上越線）沼田駅が開業したため。
- 1931年（昭和6年）10月10日：札沼北線中徳富駅（初代、のちの新十津川駅）- 当駅間が開業[2]。
- 1935年（昭和10年）10月3日：札沼北線が札沼線に改称[2]。
- 1944年（昭和19年）7月21日：太平洋戦争のため不要不急線として札沼線の石狩追分駅 - 当駅間休止[2]。先行休止区間、同時に休止となった区間と合わせて石狩当別駅（現：当別駅）- 当駅間が休止。
- 1949年（昭和24年）6月1日：公共企業体である日本国有鉄道に移管。
- 1956年（昭和31年）11月16日：札沼線雨竜駅 - 当駅間の営業を再開し、全線再開[2]。
- 1972年（昭和47年）
  - 6月19日：札沼線新十津川駅 - 当駅間廃止[2]。
  - 11月：駅舎改築。跨線橋設置。
- 1982年（昭和57年）11月15日：貨物扱い廃止[1]。
- 1984年（昭和59年）2月1日：荷物扱い廃止[1]。出改札要員廃止（運転要員はそのまま配置）[6][7]。窓口業務を簡易委託化。
- 1987年（昭和62年）4月1日：国鉄分割民営化により、JR北海道に継承[5]。
- 1988年（昭和63年）6月：窓口業務を再び直営化。
- 1994年（平成6年）12月：交換設備撤去。
- 1997年（平成9年）4月1日：線路名を留萌本線に改称、それに伴い同線の駅となる。
- 1998年（平成10年）5月：再び簡易委託化。
- 2023年（令和5年）4月1日：留萌本線当駅 - 留萌駅間の廃止に伴い終着駅となる[8][JR北 1]。
- 2026年（令和8年）4月1日：留萌本線深川駅 - 当駅間の廃止に伴い廃駅（予定）[JR北 2]。

### 駅名の由来
駅設置時点での自治体名は上北竜村であったが、当駅が当地の開拓に関わった小樽の米穀商沼田喜三郎所有の農場内に設置されたことから「沼田」と命名され、1924年（大正13年）3月31日には群馬県の上越線に同名の駅ができたことから翌月に旧国名の「石狩」を冠した。また、2022年（令和4年）3月12日のダイヤ改正より石狩太美駅・石狩当別駅から「石狩」の冠名が外されて以降、「石狩」を冠する唯一の駅となった。
なお、自治体名が「沼田」となったのは1922年（大正11年）であり、駅名が地名となった例のひとつである。

## 駅構造
単式ホーム1面1線を有する地上駅。1994年11月までは単式ホーム・島式ホーム複合型2面3線を有する行き違い可能な構内であった。互いのホームは、東側に跨線橋が設置されていた期間を除いて西側を結んだ構内踏切で連絡していた。
札沼線が接続する前の昭和初期までは、島式ホームの駅裏側3番線は側線扱い（実態は相対式ホーム2面2線）、その他に駅舎横留萌側の貨物ホームへ2本の引込線、駅裏側には1本の留置線とそれから深川側に分岐する側線を有していた。
札沼線が接続し、不要不急線として休止されるまでは、駅舎前の単式ホーム1番線が札沼線発着、島式ホーム2番線及び3番線が留萠線に設定されていた。その他に駅舎横留萌側の貨物ホームへ3本の引込線、駅裏側には3本の留置線または機回し用の側線とそれから深川側に分岐する側線を有し、また転車台を備えていた。
構内単線化に伴い1番線以外の線路は全て撤去されたが、島式ホームは残存している。
深川駅管理の簡易委託駅。窓口では常備乗車券のほか、Sきっぷ常備券（深川 - 札幌、深川 - 旭川）を発売している。出札補充券・料金補充券もあるが、北海道内完結のものに限られる。
切符の販売時間は平日7時20分 - 17時で土日祝日・年末年始は休業日。 また、毎月臨時で全日・半日休業日を設けている。例として2025年7月は全日4日・半日7日。各月の臨時休業日は前月下旬に沼田町公式ホームページで公開。2025年7月4日時点での公開箇所は「行政区配布物」→「行政区配布物の項目」中の「行政区配布物（令和7年分）」→各月の最終分。
留萌線の利用客増加につなげるため、駅構内にカフェを設ける計画がある。また、2021年（令和3年）度から北海学園大学と沼田町による駅リノベーションプロジェクトが開始されている。
当駅から留萌駅までの区間が廃止されるのに合わせ、折り返しに対応する設備が整備された。

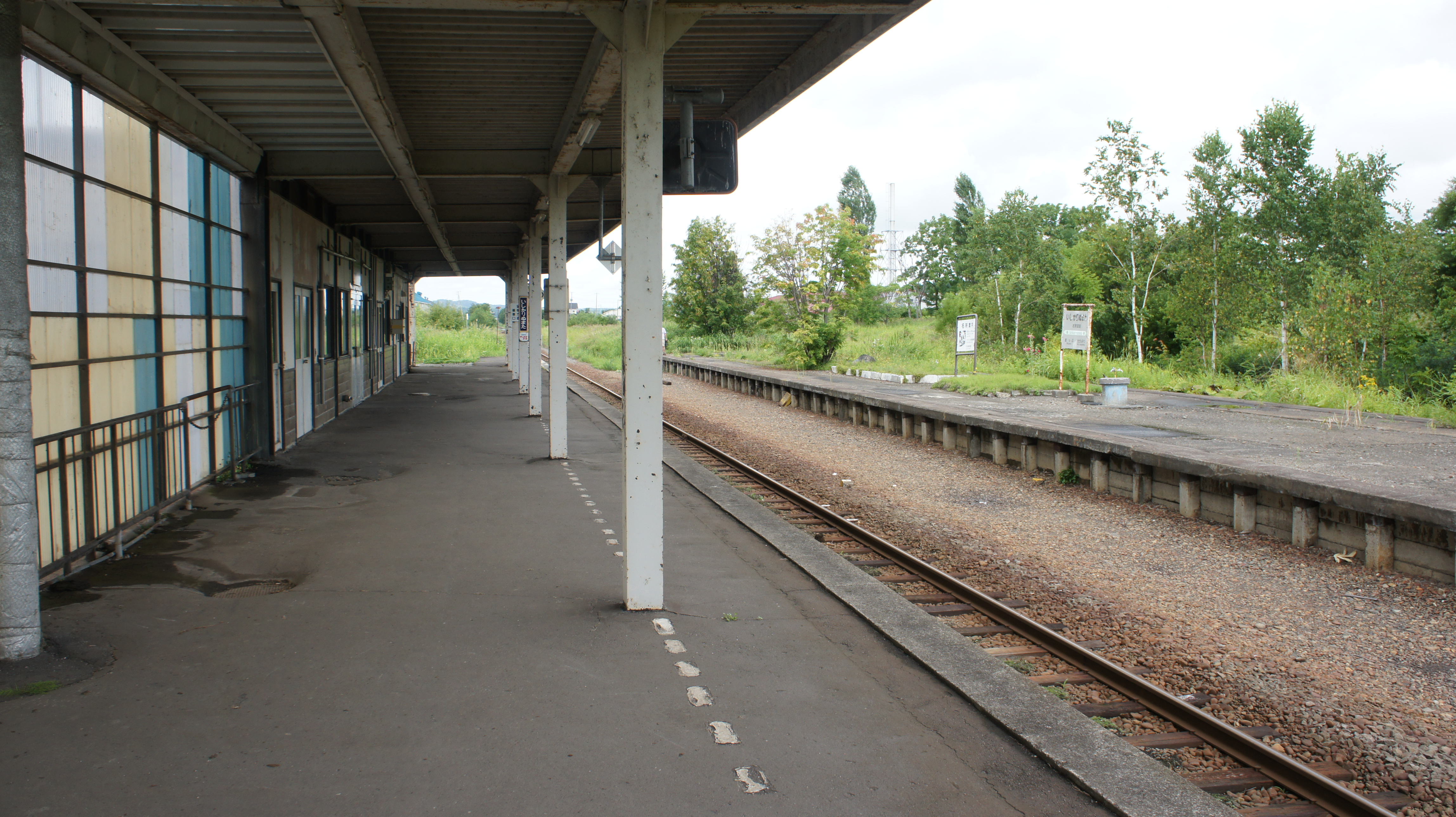
ホーム（2017年8月）
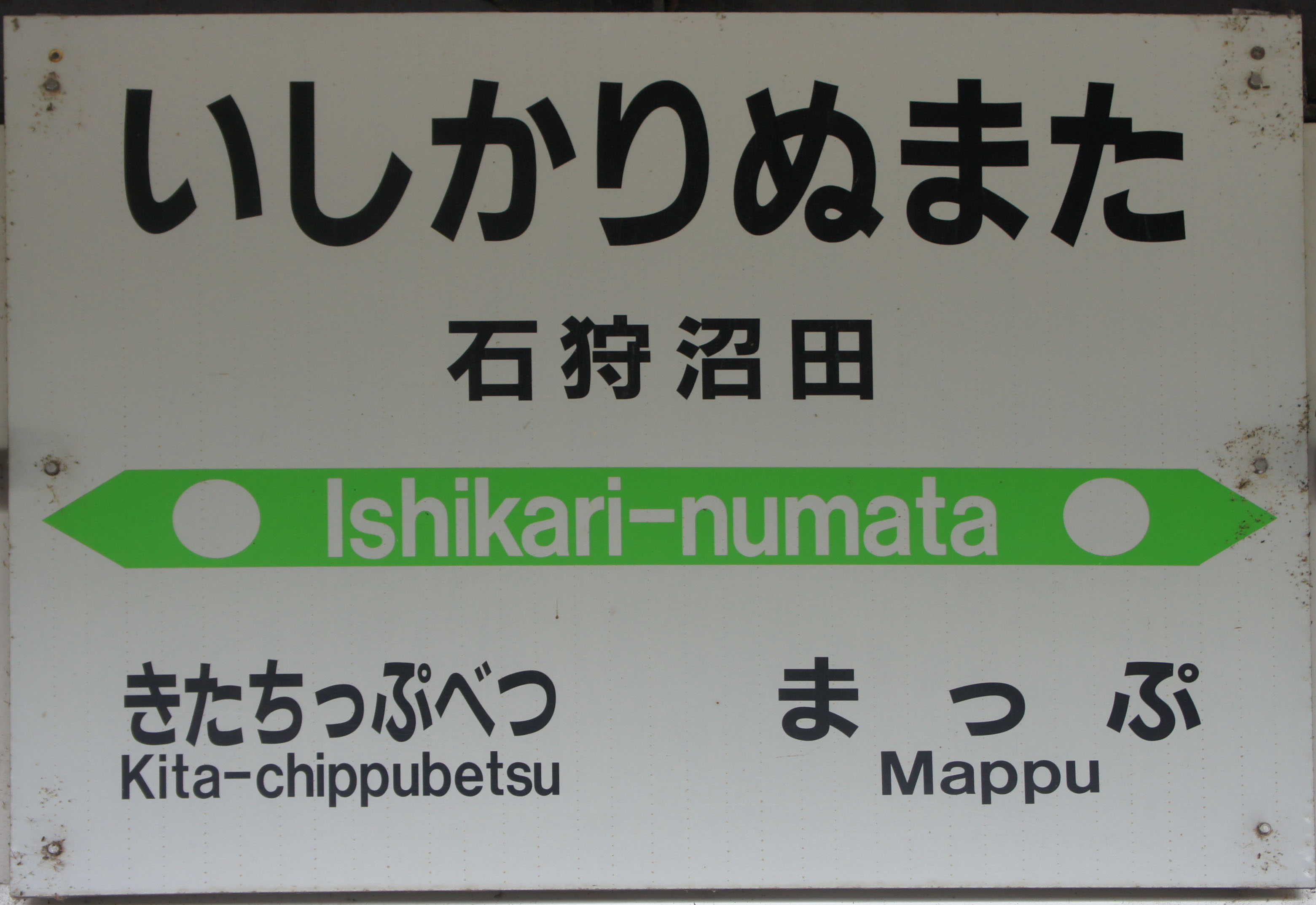
駅名標（2017年8月）
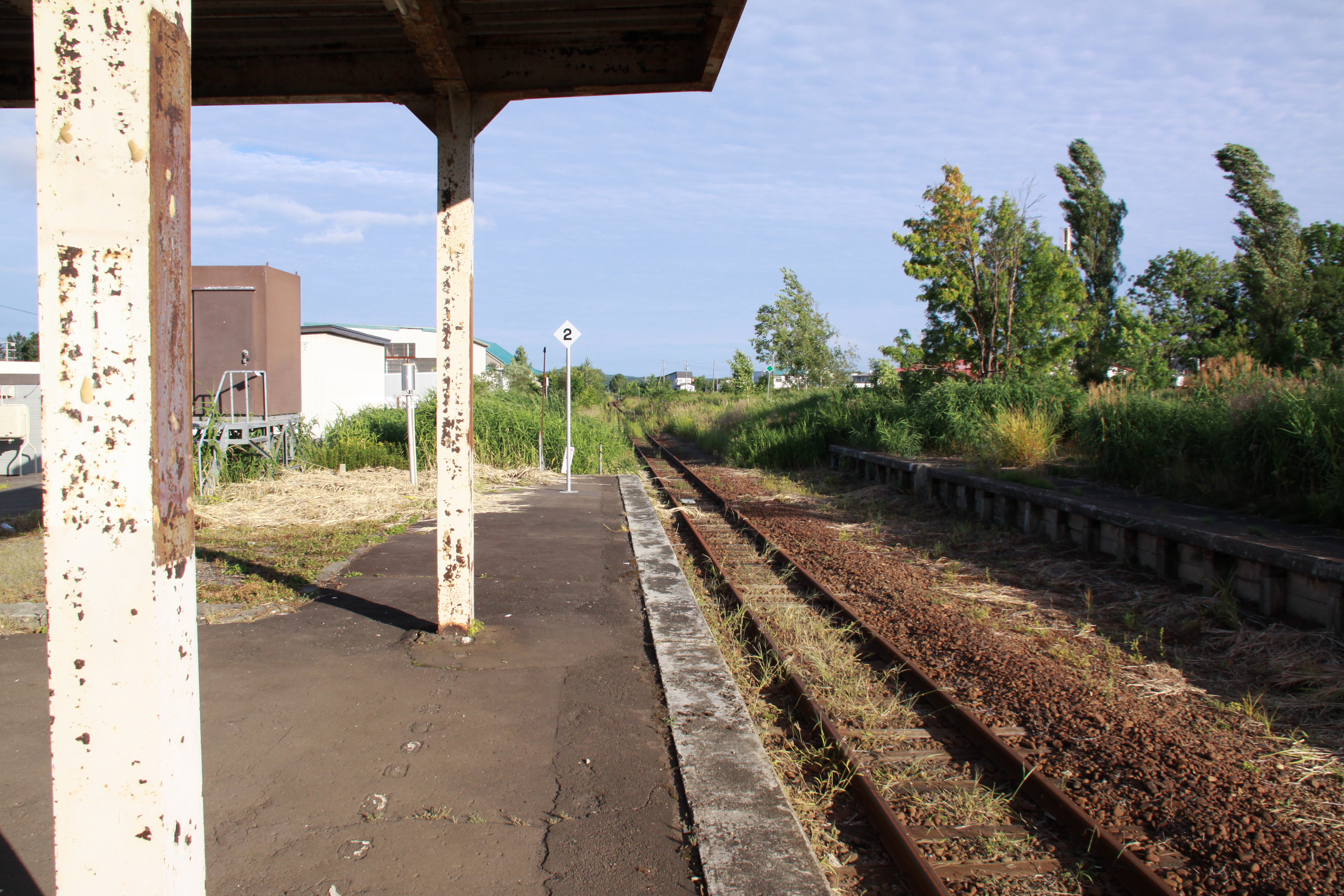
ホーム（2024年8月）
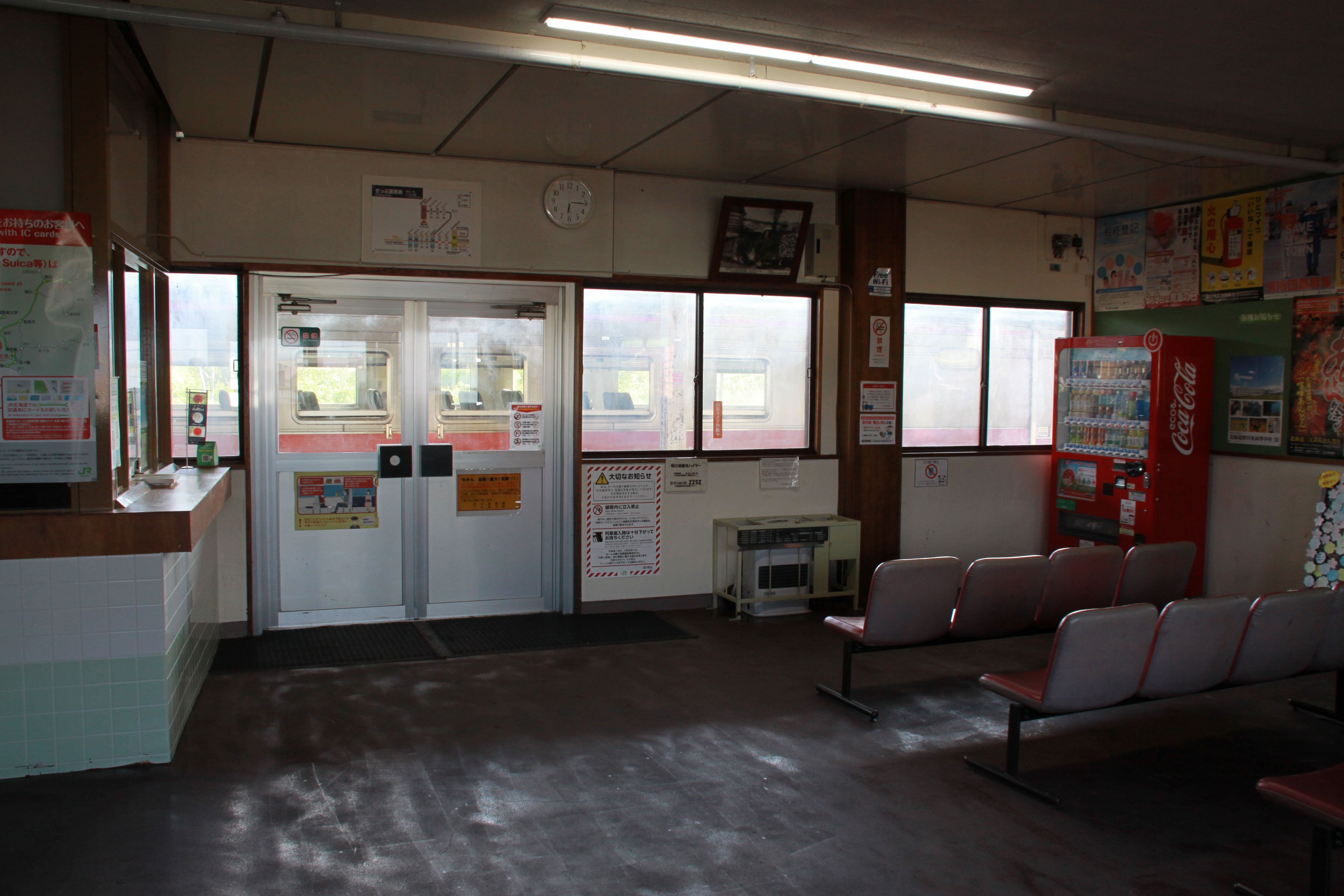
待合室内（2024年8月）
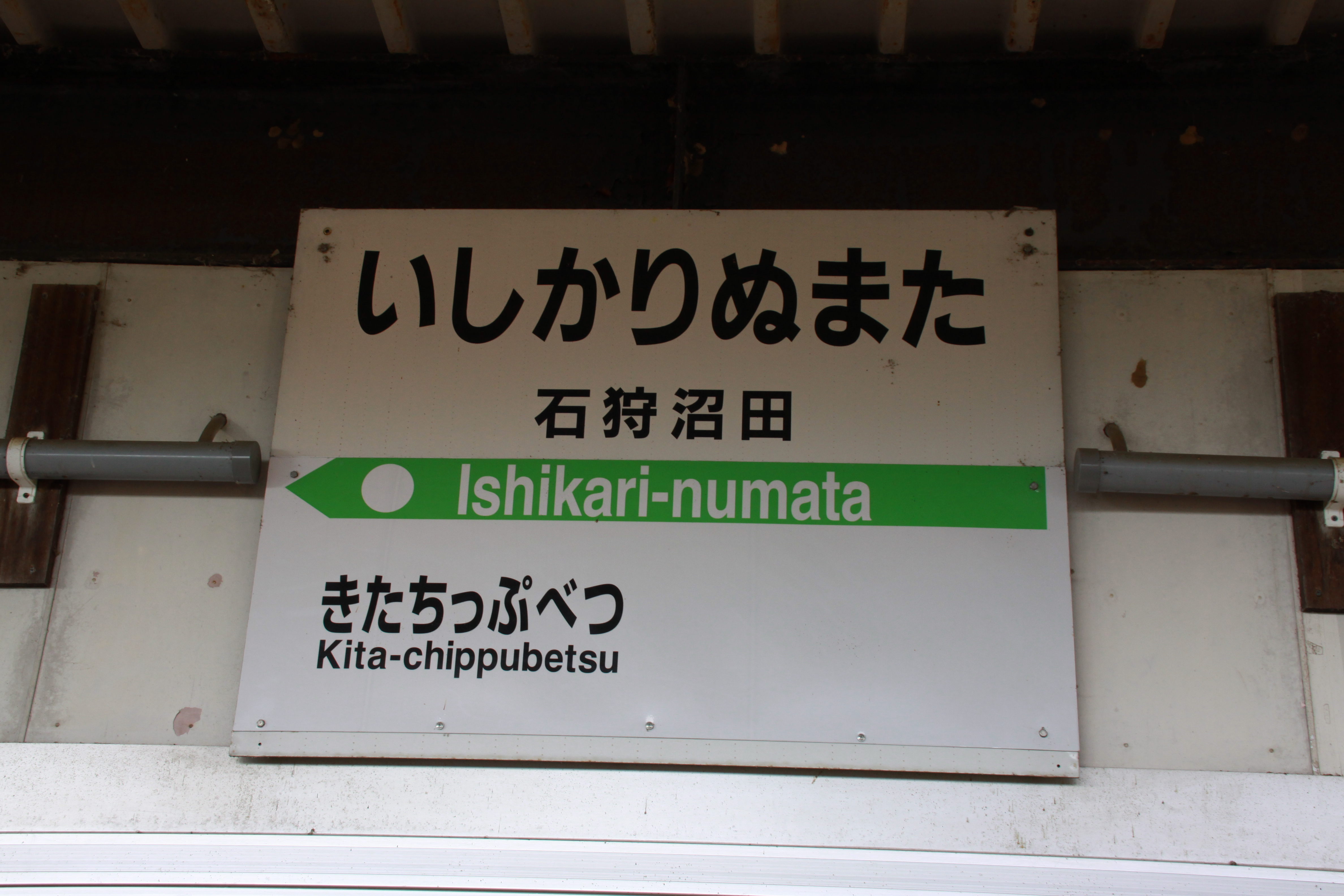
駅名標（2024年8月）
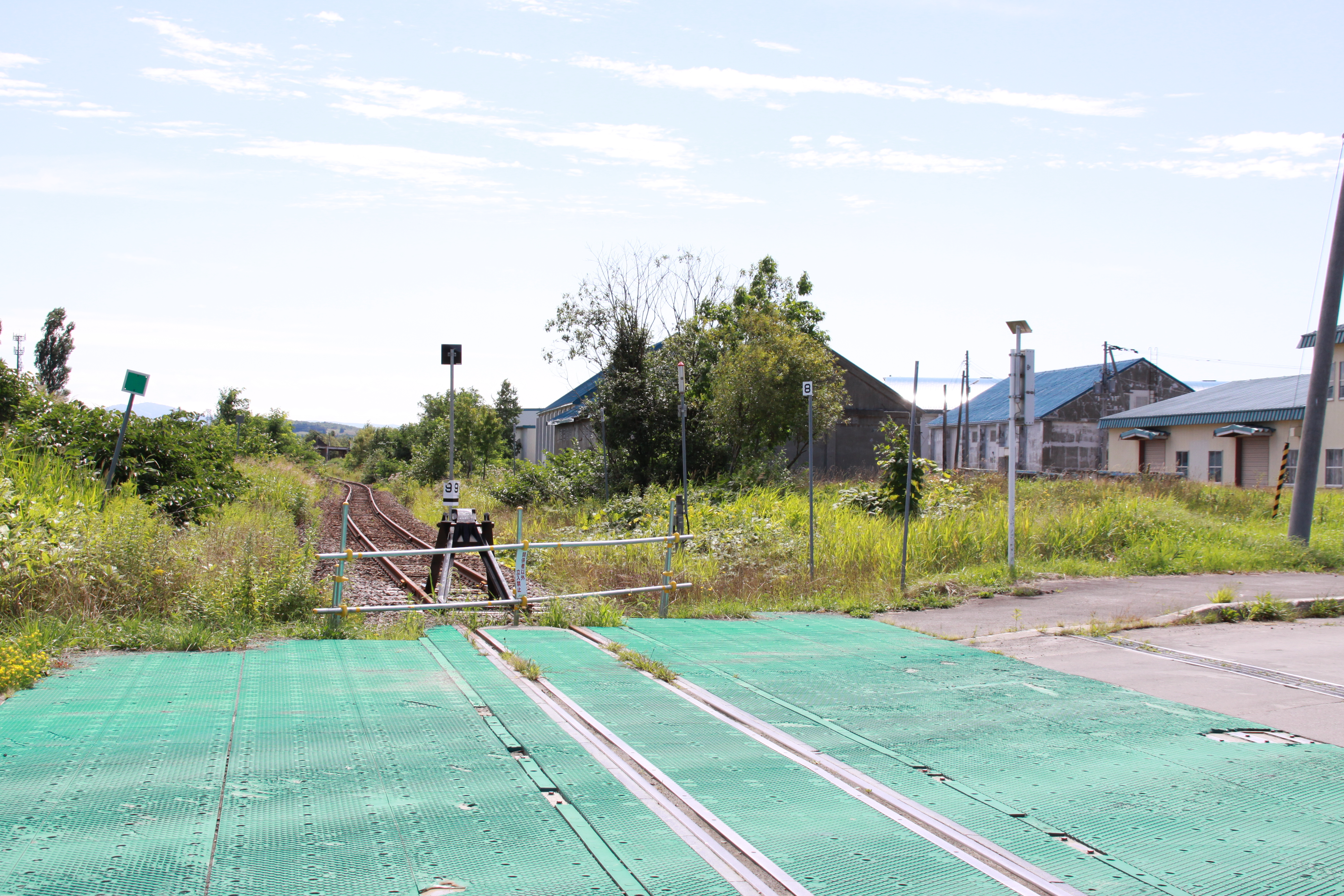
留萌方踏切跡よりホーム及び留萌本線終端と深川方面を望む（2024年8月）
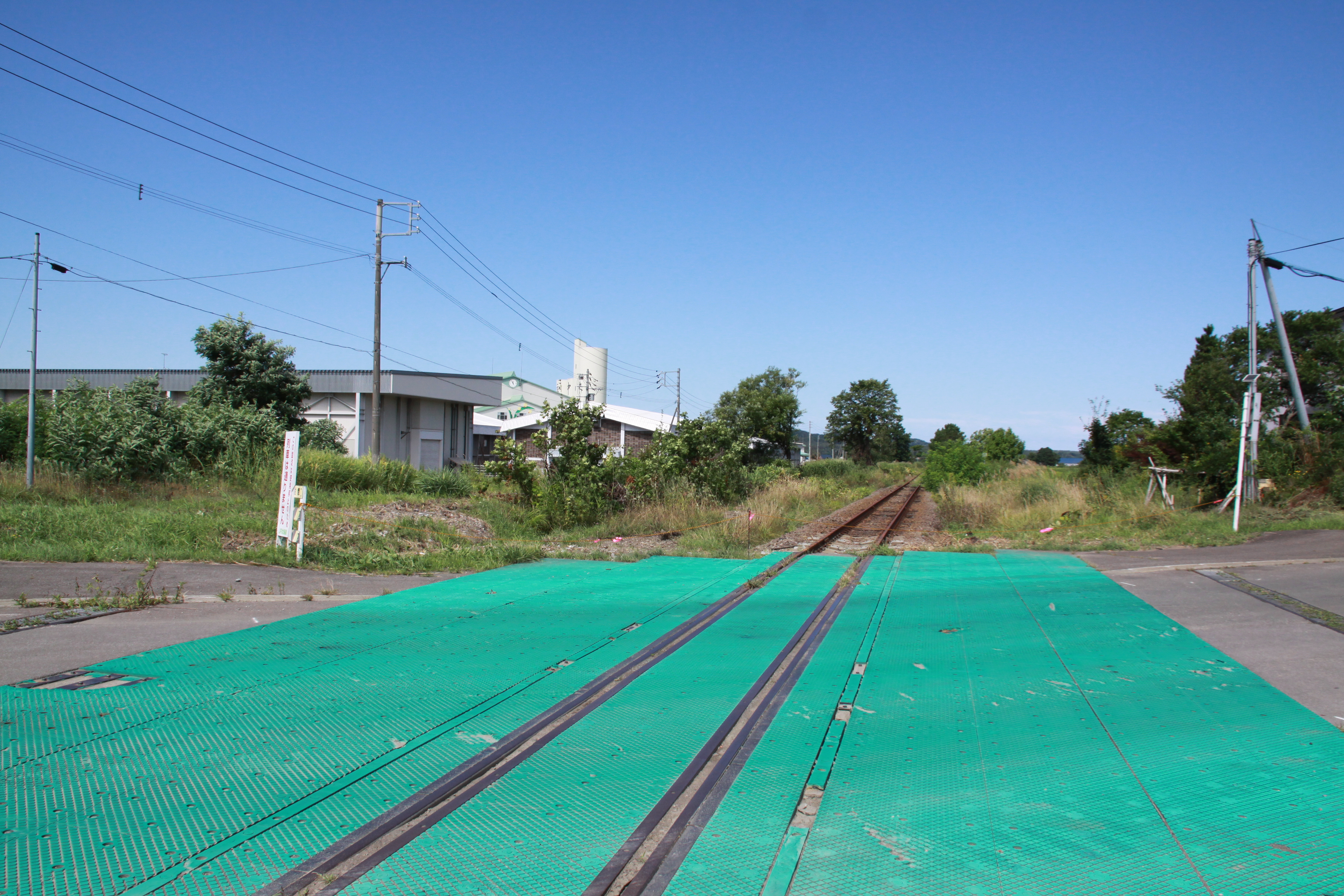
留萌方踏切跡より留萌方面を望む（2024年8月）

## 利用状況
乗車人員の推移は以下のとおり。年間の値のみ判明している年については、当該年度の日数で除した値を括弧書きで1日平均欄に示す。乗降人員のみが判明している場合は、1/2した値を括弧書きで記した。また、「JR調査」については、当該の年度を最終年とする過去5年間の各調査日における平均である。
2017年（平成29年）に沼田町が行った調査によると、1日平均76.7人が深川方面へ、1.1人が留萌方面へ乗車する。利用客の72%は高校生である。
| 年度               | 乗車人員 | 乗車人員 | 乗車人員 | 出典        | 備考                                |
| 年度               | 年間     | 1日平均  | JR調査   | 出典        | 備考                                |
| ------------------ | -------- | -------- | -------- | ----------- | ----------------------------------- |
| 2016年（平成28年） |          |          | 77.2     | [ JR北 4 ]  | 同年度中に留萌駅 - 増毛駅間廃止     |
| 2017年（平成29年） |          |          | 76.4     | [ JR北 5 ]  |                                     |
| 2018年（平成30年） |          |          | 74.0     | [ JR北 6 ]  |                                     |
| 2019年（令和元年） |          |          | 68.4     | [ JR北 7 ]  |                                     |
| 2020年（令和02年） |          |          | 64.6     | [ JR北 8 ]  |                                     |
| 2021年（令和03年） |          |          | 58.6     | [ JR北 9 ]  |                                     |
| 2022年（令和04年） |          |          | 49.6     | [ JR北 10 ] | 同年度末で石狩沼田駅 - 留萌駅間廃止 |
| 2023年（令和05年） |          |          | 45.6     | [ JR北 11 ] |                                     |

## 駅周辺
沼田町の中心駅。街の機能がそろう。
- 国道275号
- 深川留萌自動車道沼田インターチェンジ
- 沼田町役場
- 深川警察署沼田警察庁舎
- 沼田郵便局
- 北空知信用金庫沼田支店
- 北いぶき農業協同組合（JA北いぶき）沼田支所
- 町立沼田自動車学校

## バス路線
「沼田駅前」停留所より空知中央バスと沼田町営バスが運行。
札沼線1972年（昭和47年）廃止区間の代替で、ジェイ・アール北海道バス石狩線および北海道中央バス路線であった沼田町営バス北竜線（沼田駅前 - 碧水市街・和）はデマンドバス化を経て2018年（平成30年）6月1日路線廃止。
路線詳細は、空知中央バスは事業者記事を、沼田町営バスは沼田町#バスを参照。

## 隣の駅
北海道旅客鉄道（JR北海道）
留萌本線
北秩父別駅 - 石狩沼田駅
- 運行上の隣の駅については留萌本線#運行形態を参照

### かつて存在した路線
北海道旅客鉄道（JR北海道）
留萌本線（廃止区間）
石狩沼田駅 - 真布駅
日本国有鉄道
札沼線
五ヶ山駅 - 石狩沼田駅

### JR北海道
1. ↑  『留萌線（石狩沼田・留萌間）の廃止日繰上げの届出について』（PDF）（プレスリリース）北海道旅客鉄道、2022年12月9日。オリジナルの2022年12月9日時点におけるアーカイブ。2022年12月9日閲覧。
2. ↑  『留萌線の鉄道事業廃止届の提出について』（PDF）（プレスリリース）北海道旅客鉄道、2025年3月28日。オリジナルの2025年3月28日時点におけるアーカイブ。2025年3月28日閲覧。
3. ↑  『2022年3月ダイヤ改正について』（PDF）（プレスリリース）北海道旅客鉄道、2021年12月17日。オリジナルの2021年12月17日時点におけるアーカイブ。2021年12月17日閲覧。
4. ↑  「駅別乗車人員（2016）」（PDF）『線区データ（当社単独では維持することが困難な線区）(地域交通を持続的に維持するために)』、北海道旅客鉄道株式会社、3頁、2017年12月8日。オリジナルの2018年8月17日時点におけるアーカイブ。2018年8月17日閲覧。
5. ↑  「留萌線（深川・留萌間）」（PDF）『線区データ（当社単独では維持することが困難な線区）(地域交通を持続的に維持するために)』、北海道旅客鉄道株式会社、3頁、2018年7月2日。オリジナルの2018年8月18日時点におけるアーカイブ。2018年8月18日閲覧。
6. ↑  “留萌線（深川・留萌間）” (PDF). 線区データ（当社単独では維持することが困難な線区）(地域交通を持続的に維持するために).   北海道旅客鉄道. p. 3 (2019年10月18日). 2019年10月18日時点のオリジナルよりアーカイブ。2019年10月18日閲覧。
7. ↑  “留萌線（深川・留萌間）” (PDF). 地域交通を持続的に維持するために > 輸送密度200人未満の線区（「赤色」「茶色」5線区）.   北海道旅客鉄道. p. 3 (2020年10月30日). 2020年11月2日時点のオリジナルよりアーカイブ。2020年11月4日閲覧。
8. ↑  “駅別乗車人員  特定日調査（平日）に基づく”.   北海道旅客鉄道. 2022年8月3日時点のオリジナルよりアーカイブ。2022年8月14日閲覧。
9. ↑  “駅別乗車人員  特定日調査（平日）に基づく”.   北海道旅客鉄道. 2022年9月3日時点のオリジナルよりアーカイブ。2022年9月3日閲覧。
10. ↑  “駅別乗車人員  特定日調査（平日）に基づく”.   北海道旅客鉄道. 2023年11月10日時点のオリジナルよりアーカイブ。2023年11月10日閲覧。
11. ↑  “駅別乗車人員  特定日調査（平日）に基づく”.   北海道旅客鉄道 (2024年). 2024年9月9日時点のオリジナルよりアーカイブ。2024年9月9日閲覧。